# Андрій Копчай
Андрій Копчай (нар. 13 січня 1917, с. Пінковце, Австро-Угорщина — пом. ?) — український футболіст, нападник.
У роки Другої світової війни воював на Східному фронті.

## Кар'єра гравця
У чемпіонаті Чехословаччини 1936/37 виступав за «Русь», забитими м'ячами не відзначався. Також захищав кольори ужгородських ЧСК (1932—1933) та «Спартака» (1946–1948).

## Статистика виступів
| Рік                                  | Матчі | Голи | Хвилини | Клуб             |
| ------------------------------------ | ----- | ---- | ------- | ---------------- |
| Перша ліга 1936/37                   | 1     | 0    | 90      | «Русь» (Ужгород) |
| ЗАГАЛОМ у Першій лізі Чехословаччини | 1     | 0    | 90      |                  |